# Projekt Skif
Projekt Skif (17F19) – projekt radzieckiej bojowej stacji kosmicznej. Zatwierdzony w 1985 roku. Początkowo prowadzony przez NPO Energia, potem przez NPO Salut. Miała korzystać z rakiety Energia.
Była to improwizowana konstrukcja wykorzystująca elementy TKS i stacji Mir. Miała mieć masę około 100 ton być zdolna do przechwytywania rakiet balistycznych i satelitów. Jako uzbrojenie przewidywano miny konwencjonalne i jądrowe, a także potężny 1MW (oparty na dwutlenku węgla) laser Stiłet, jak również karabin maszynowy do walki na małych dystansach (np. R-23M).
Na lata 1986-1988 planowano trzy testy stacji, jednak dopiero w 1987 roku na terenie kosmodromu Bajkonur rozpoczęto kompletowanie prototypu Skif-DM (dynamiczeskij makiet), bez lasera, później pokazywaną jako model stacji Polius (17F19DM). Stacja o masie 80 ton i wymiarach 37 m × 4 m została wyniesiona przez rakietę Energia w dniu 15 maja 1987. Misja jednak nie udała się. Ze względów aerodynamicznych Energia wprowadzała przytroczoną do niej z boku stację Polius, umieszczoną węższym tyłem ku przodowi. Na orbicie Polius miał się odwrócić o 180 stopni, by użyć własnych silników i wejść na orbitę docelową. Błędy w systemie komputerowym spowodowały, że stacja obróciła się o 360 stopni - czyli znów silnikami do przodu - i uruchomiła je. Zamiast więc zwiększyć prędkość i wejść na wyższą orbitę (280 km), stacja zmniejszyła ją, weszła na powrót w gęste warstwy atmosfery i spłonęła nad Pacyfikiem. Kilka miesięcy później program przerwano.